# U 4707
U 4707 war ein  U-Boot vom Typ XXIII, das im Auftrag der deutschen Kriegsmarine im Jahr 1945 auf der Germaniawerft in Kiel gebaut wurde. Das Boot wurde kurz vor Kriegsende von der eigenen Besatzung versenkt.

## Bau
Die Germaniawerft in Kiel wurde bereits in den frühen 1930er Jahren durch die Reichsmarine mit dem Bau von U-Booten beauftragt, die unter Bruch der Vereinbarungen des Versailler Vertrages unter Geheimhaltung montiert wurden. Ab Kriegsbeginn wurden die Kieler Werft der Friedrich Krupp AG, neben dem Bau des meistgebauten Typs VII, auch mit Sonderanfertigungen beauftragt. Hier wurden auch die ersten Neuentwicklungen gefertigt, die auf dem Walter-Antrieb basierten, der von Hellmuth Walter auf der Germaniawerft entwickelt wurde.
Im Jahr 1945 stellte die Werft insgesamt 11 „Walter-Boote“ vom Typ XXIII fertig. Ein solches U-Boot war 34,7 m lang, 3 m breit und hatte eine Besatzung von 14 bis 18 Mann. Aufgrund der geringen Größe führten die Boote des Typs XXIII lediglich zwei Torpedos mit sich, zudem verfügten sie über keinerlei Artilleriebewaffnung. Solche U-Boote waren für den zeitlich begrenzten Einsatz in unmittelbarer Küstennähe gedacht und wurden daher auch als „Küsten-U-Boote“ bezeichnet.

## Einsatz und Geschichte
Am 20. Februar 1945 wurde U 4707 der 5. U-Flottille zugeteilt, einer Ausbildungsflottille, die in Kiel stationiert war. Als Wappen trug U 4707 das Symbol des Marine-Offiziersjahrgangs des Kommandanten am Turm: Einen Hai unter einem Galgen. Kommandant Oberleutnant zur See Joachim Leder unternahm bis Ende April Ausbildungsfahrten in der Ostsee zur Erprobung des Bootes und zum Training der Besatzung.

### Ende des Bootes
U 4707 wurde am 5. Mai in der Geltinger Bucht nahe Flensburg von der Besatzung selbstversenkt. Kommandant Leder befolgte hiermit den sogenannten Regenbogen-Befehl, der die Selbstversenkung anordnete und die Übergabe der U-Boote an alliierte Streitkräfte untersagte. Diese Anordnung war allerdings bereits am 4. Mai im Rahmen der Teilkapitulation der Wehrmacht für Nordwestdeutschland, Dänemark und die Niederlande wieder zurückgenommen worden.